# Halowe Mistrzostwa Świata w Lekkoatletyce 1991 – bieg na 3000 m kobiet
Bieg na 3000 m kobiet – jedna z konkurencji rozgrywanych podczas halowych mistrzostw świata w lekkoatletyce w 1991, zmagania w niej odbyły się 9 marca. Do konkursu zgłoszonych zostało 10 zawodniczek.
Zawody w tej konkurencji wygrała reprezentantka Francji Marie-Pierre Duros. Drugą pozycję zajęła zawodniczka z Rumunii Margareta Keszeg, trzecią zaś reprezentująca Związek Radziecki Lubow Kriemlowa.

## Wyniki
| Miejsce | Zawodniczka        | Państwo           | Wynik   | Uwagi |
| ------- | ------------------ | ----------------- | ------- | ----- |
| 01 !    | Marie-Pierre Duros | Francja           | 8:50,69 | NR    |
| 02 !    | Margareta Keszeg   | Rumunia           | 8:51,51 |       |
| 03 !    | Lubow Kriemlowa    | ZSRR              | 8:51,90 | PB    |
| 4.      | Albertina Dias     | Portugalia        | 8:55,45 | NR    |
| 5.      | Carita Sunell      | Finlandia         | 8:56,11 | NR    |
| 6.      | Rosario Murcia     | Francja           | 8:56,20 | PB    |
| 7.      | Sonia McGeorge     | Wielka Brytania   | 8:56,67 | PB    |
| 8.      | Elaine Van Blunk   | Stany Zjednoczone | 8:58,23 | PB    |
| 9.      | Elly van Hulst     | Holandia          | 9:05,16 |       |
| –       | Christina Mai      | Niemcy            | DSQ     |       |